# Canal de Potidea
El canal de Potidea (en griego: Διώρυγα της Ποτίδαιας) es un canal artificial situado en el pueblo de Nea Potidea, en la península de Calcídica (Grecia). Discurre por el punto más estrecho de Palene, la península más occidental de Calcídica, conectando el golfo Termaico y el  golfo de Torone.

## Historia
Se construyó originalmente en el lugar en la antigua Grecia y ya existía en el siglo I a. C. Según algunos relatos, habría sido construido por Casandro de Macedonia cuando fundó la ciudad de Casandrea en el año 315 a. C. El canal permitía el paso de barcos entre los dos golfos, al tiempo que reforzaba las defensas de la ciudad. El canal fue reconstruido entre 1935 y 1937.
En las orillas del canal se encuentran las ruinas de las antiguas ciudades de Potidea y Casandrea, incluidos los restos de una muralla fortificada construida por Justiniano I.
El puente sobre el canal se construyó en 1970. Antes, la travesía se hacía en transbordadores.

## Dimensiones

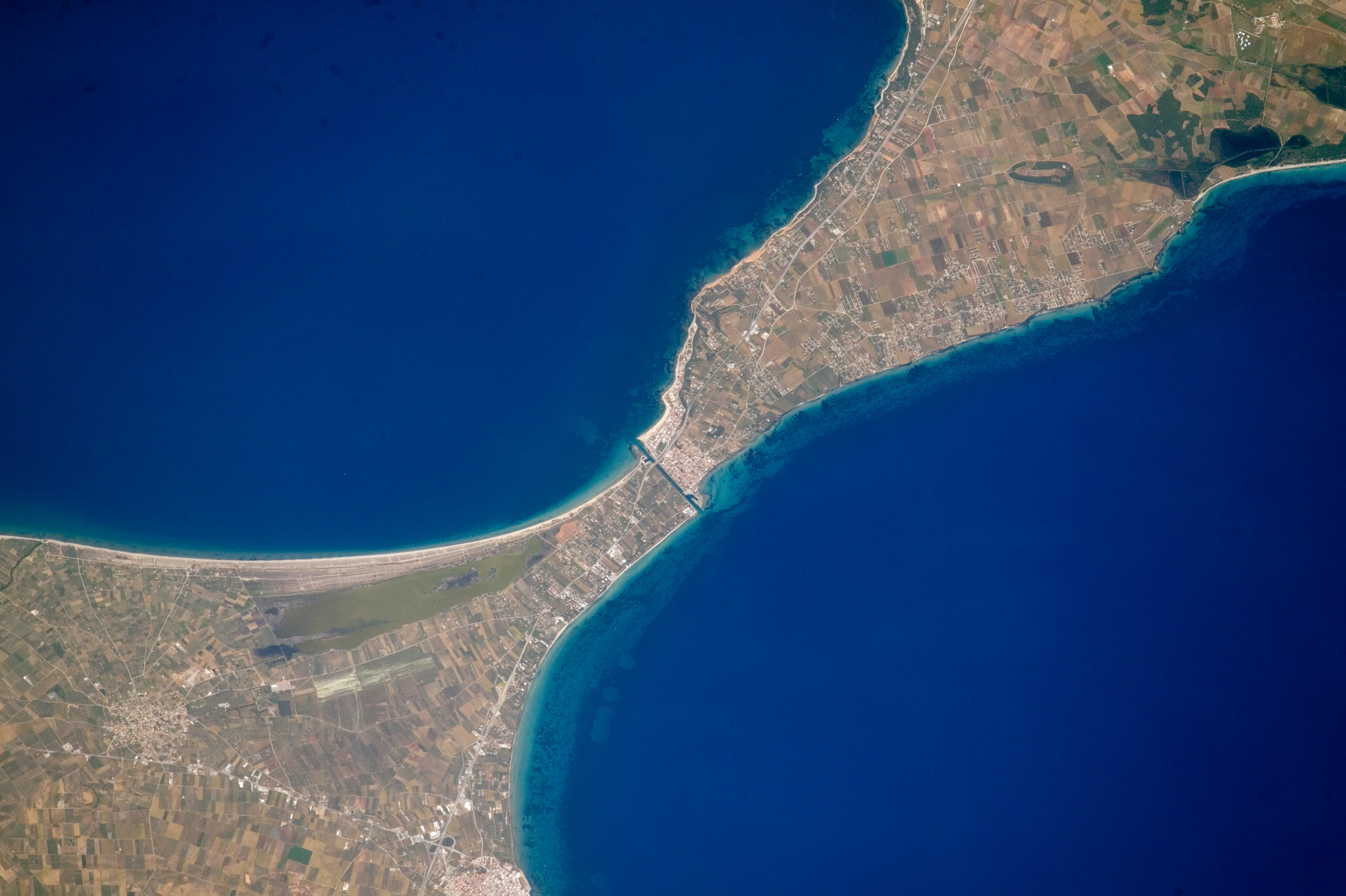
El punto más estrecho de la península de Palene y el canal de Potidea en esta imagen tomada desde la Estación Espacial Internacional (ISS).

La longitud del canal es de unos 1100-1250 metros, con una anchura media de 40 m.
Frente a la entrada occidental del canal, ya a poca distancia de la costa, la profundidad del fondo marino alcanza los 35 m. Sin embargo, cerca de la entrada oriental, el lecho marino es menos profundo y permanece por debajo de los 5 me durante unos 2-3 km desde la costa, para luego descender a profundidades de 38 m y más.
La profundidad media del canal es de 4,5 m, con fluctuaciones en el rango de 3,5-5,5 metros, pero la profundidad mínima también descendió a 2,8 m en 1975.
El nivel del agua en el canal experimenta oscilaciones de aproximadamente 25 cm, debido al efecto de las fuerzas de marea. Dentro de su lecho se observa también la presencia de un flujo de agua, generado por la acción combinada del viento y la marina, que generan un transporte de agua hacia el oeste (en el golfo Termaico), o hacia el este (en el golfo Torone). El caudal de este flujo varía de 18 a 35 m³/s.